# Jatisari (Tanjungsari)
Jatisari is een bestuurslaag in het regentschap Sumedang van de provincie West-Java, Indonesië. Jatisari telt 6268 inwoners (volkstelling 2010).